# Lonchaea cuneifrons
Lonchaea cuneifrons är en tvåvingeart som beskrevs av Mcalpine 1964. Lonchaea cuneifrons ingår i släktet Lonchaea och familjen stjärtflugor. Inga underarter finns listade i Catalogue of Life.